# TP 52
Le TP 52 est une classe de monocoque de 52 pieds menée en équipage. Ce sont des voiliers obéissant à une jauge à restrictions, dont la classe est reconnue comme série internationale par l'ISAF. Initialement conçus pour la Transpac Race, ils sont désormais aussi utilisés dans le cadre de l'Audi MedCup, circuit de régate se déroulant en Méditerranée, mais aussi dans de nombreuses régates courues sous la jauge IRC.

## Caractéristiques
Les caractéristiques des bateaux sont conformes à la jauge de la classe.

## Évolution des règles
En 2010, les TP 52 ont subi quelques modifications : 
- Apparition d'un bout-dehors
- Augmentation du poids du lest de 100 kg
- Passage de 15 à 12 équipiers
- Nombre de voiles limité à 15 (contre 21)
- Spis en nylon ou en polyester
- Pas de voiles d'avant en tête

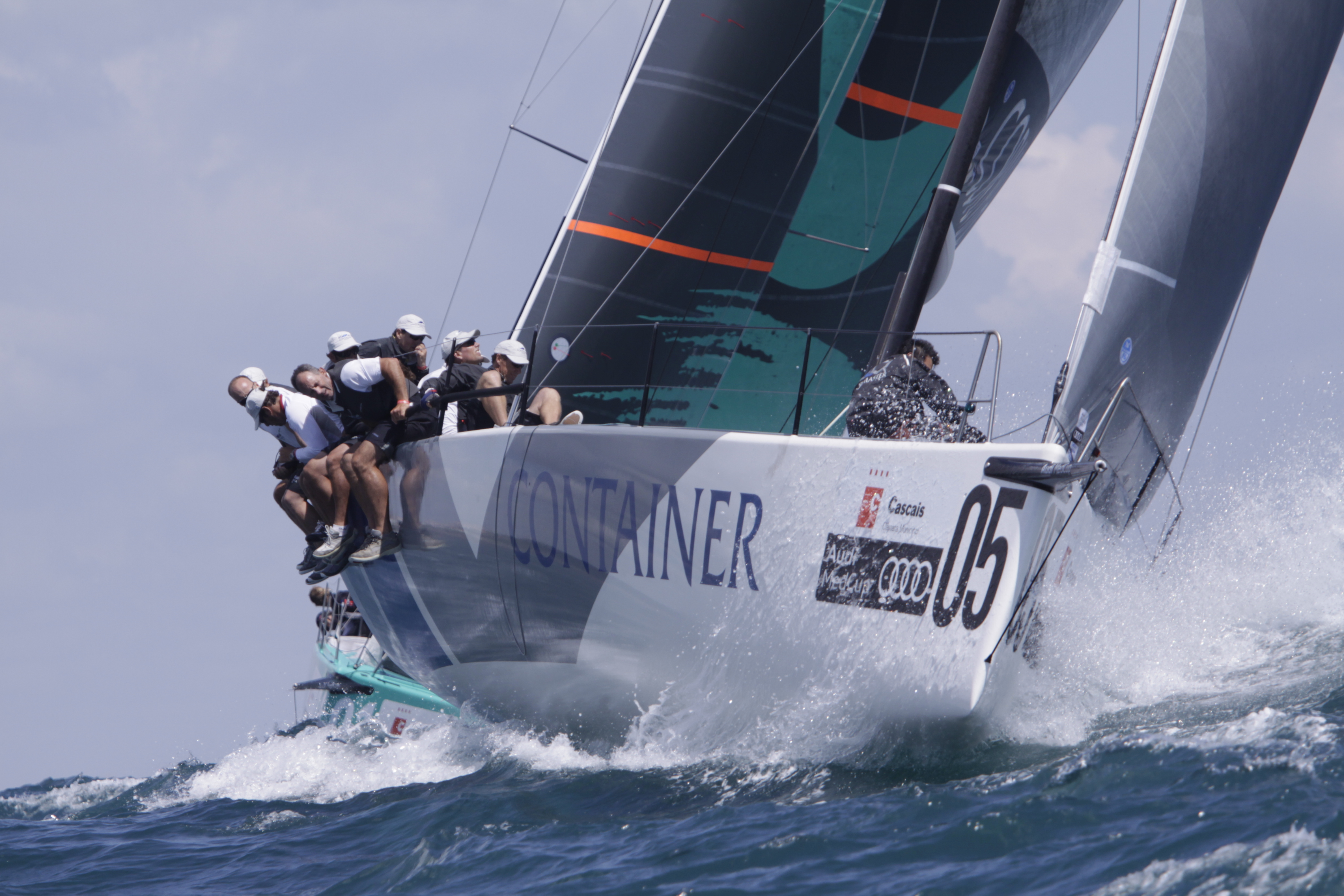
TP 52 Container Audi MedCup Cascais 2011
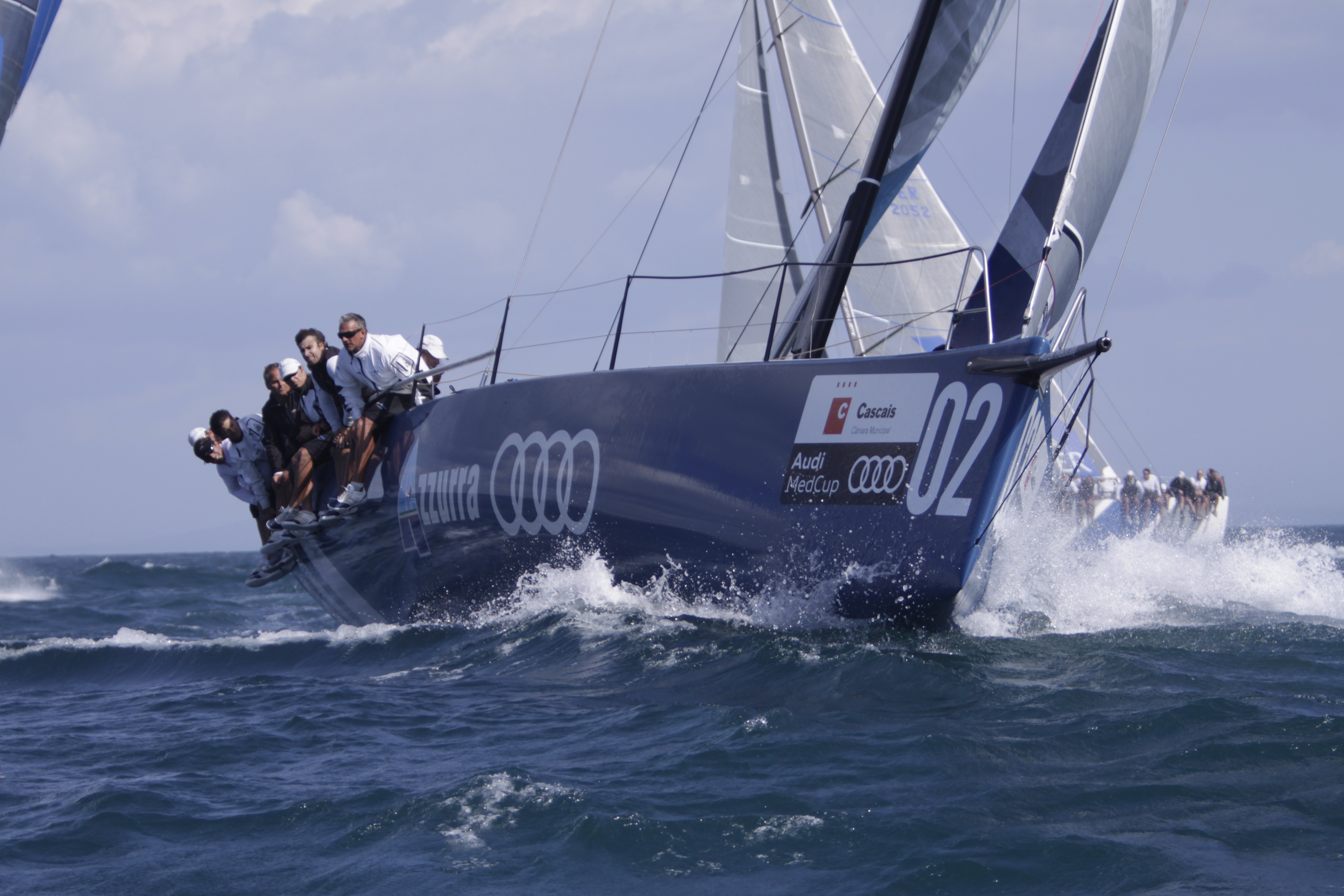
Le TP 52  Audi Azzurra pendant l'Audi MedCup 2011 à Cascais.